# 美国青年科学家与工程师总统奖
美国青年科学家与工程师总统奖（英語：Presidential Early Career Award for Scientists and Engineers）是美国联邦政府为奖励杰出青年科学家和工程师而设置的奖项。

## 历史
1996年2月时任美国总统比尔·克林顿受命美国国家科学技术委员会成立一个支持青年科学家和工程师在科研领域独立研究的奖项，旨在保持美国科学技术的领先地位。最开始每年授予60位候选人，因为美国国防部持续增长的参与，后来提高到每年100位候选人。
一般是年底颁奖，也有例外。其中2002年的结果被推迟两年后在2004年5月才颁布，2013年的结果被推迟两年后在2016年2月才颁布。2015年至2017年的结果在2019年7月2日统一颁布。

## 参与评选机构
- 美国农业部
- 美国商务部
- 美国国防部
- 美国能源部
- 美国教育部
- 美国卫生与公众服务部: 國家衛生院 (美國)
- 美国内政部: 美国地质调查局
- 美国运输部
- 美国退伍军人事务部
- 美国国家环境保护局
- 美国国家航空航天局
- 国家科学基金会
- 史密森尼学会
- 美国情报体系

## 部分华人获奖者
- 1996年：鄂维南
- 1996年：柳清伙
- 1997年：来颖诚
- 1998年：葛力明
- 1999年：金亦石
- 1999年：张卓敏
- 1999年：王小勤
- 2000年：马匡六
- 2000年：王野乔
- 2000年：黛博拉·金
- 2000年：卢征天
- 2000年：林志宏
- 2001年：周集中
- 2002年：叶军
- 2002年：金炯华
- 2003年：沈健 (物理学家)
- 2004年：翟成祥
- 2004年：秦宏
- 2004年：卢云峰
- 2005年：李巨 (工程师)
- 2005年：蔡巍
- 2007年：蒋濛
- 2007年：陈曦 (物理学家)
- 2007年：明毅
- 2007年：马振强
- 2008年：黄昱
- 2008年：林灏 (物理学家)
- 2008年：潘忠礼
- 2010年：沈海文
- 2010年：杨兰
- 2010年：刘钢
- 2010年：钱卫军
- 2010年：段镶锋
- 2010年：王枫 (物理学家)
- 2011年：蔡力 (统计学家)
- 2012年：吴军桥
- 2014年：谢汉强
- 2014年：唐传兵
- 2014年：杨又芳
- 2015-17年：汪琳薇
- 2015-17年：罗博深
- 2016年：许克农